# Nikkeloceen
Nikkeloceen is een metalloceen met als brutoformule Ni(C5H5)2 en is ook bekend als bis(cyclopentadienyl)nikkel of NiCp2. Nikkeloceen is een groene, paramagnetische vaste stof die veel onderzocht is vanwege zijn interessante eigenschappen. De stof wordt echter weinig gebruikt buiten de academische wereld.

## Structuur en binding
Nikkeloceen behoort tot een groep van organometaalverbindingen die metallocenen genoemd en is het enige metalloceen met 20 valentie-elektronen. Een metalloceen is een verbinding waarbij een metaalion is gesandwiched tussen twee cyclopentadienylliganden. In vaste toestand hebben de twee cyclopentadiënylliganden ten opzichte van elkaar een geëclipseerde conformatie en heeft het complex als geheel een D5h-symmetrie.
Het nikkel(II)-ion draagt 8 elektronen bij, elk cyclopentadienylligand 6 elektronen. Een andere benadering is het nikkel als ongeladen te beschouwen, dus met 10 elektronen, en elk ligand met 5 elektronen. Nikkeloceen is paramagnetisch en heeft twee ongepaarde elektronen in de antibindende e1g*-orbitalen.

## Synthese
Nikkeloceen werd voor het eerste bereid door Ernst Otto Fischer in 1953, kort na de ontdekking van ferroceen. Het kan gesynthetiseerd worden door een watervrij nikkelzout (zoals nikkel(II)chloride) te laten reageren met cyclopentadienylnatrium:
{\displaystyle {\ce {NiCl2 + 2NaC5H5 -> Ni(C5H5)2 + 2NaCl}}}
Nikkeloceen kan gezuiverd worden door sublimatie in een koelvinger.

## Eigenschappen en reacties
Nikkeloceen is, zoals veel organometaalverbindingen oxidatie- en hydrolysegevoelig, en ontleedt bij blootstelling aan de lucht. De verbinding is echter niet extreem gevoelig en kan meerdere minuten zonder aanwijsbare ontleding aan de lucht gehouden worden. Nikkeloceen kan door reactie met propionzuuranhydride en waterstoftetrafluoroboraat omgezet worden tot een meervoudig metalloceencomplex.